# ویسییای
ویسییای (به لاتین: Veisiejai) در لیتوانی با جمعیت ۱٬۶۳۷ نفر است که در شهرستان آلیتوس واقع شده‌است.